# Het doel en de middelen
Het doel en de middelen is een hoorspel van Charles Maître. In 1977 zond de Westdeutscher Rundfunk het uit onder de titel Parasiten. Josephine Soer vertaalde het en de TROS zond het uit op maandag 11 februari 1980. De regisseur was Bert Dijkstra. Het hoorspel duurde 53 minuten.

## Rolbezetting
- Jan Borkus (Georges Voiron)
- Lies de Wind (Florence Voiron)
- Frans Kokshoorn (de president)
- Hans Karsenbarg (Marc Steiner)
- Marijke Merckens (Christiane Priou)
- Hans Veerman (Adrien Torpes)

## Inhoud
De onderneemster Christiane Priou wil haar bedrijf vergroten met behulp van de kapitaalsinjectie van een bankconsortium. Marc Steiner stelt in opdracht van dat consortium het rationaliserings- en investeringsplan op. Ongelukkigerwijze raakt Steiner verliefd op Christiane en zit daardoor tussen twee stoelen: de winstbelangen van de banken, die hun kapitaalsinjectie willen misbruiken om het bedrijf op te slokken, en de belangen van Priou. Doch voor hij tot een beslissing kan komen, wordt die hem reeds afgenomen. Adrien Torpes, zijn beroepsrivaal, legt aan de directeur van het consortium de resultaten van een uitgekiend bespioneringssysteem voor, die zeker het einde van Steiners carrière betekenen als hij zich verzet tegen de wil van het consortium. Marc Steiner laat zich evenwel niet intimideren: hij gaat tot de tegenaanval over…